# أميرة حق
أميرة حق هي تكنوقراطية بنغالية شغلت منصب وكيل الأمين العام للأمم المتحدة لإدارة الدعم الميداني، وهي المسؤول البنغلاديشي الأعلى رتبة في الأمم المتحدة، من أبريل 2012 حتى استقالتها في يوليو 2014.  بعد ذلك، قام الأمين العام للأمم المتحدة بان كي مون بتعيينها كواحدة من الرؤساء المشاركين للفريق المستقل رفيع المستوى المعني بعمليات السلام.  وعملت أيضا كممثل خاص للأمين العام في تيمور الشرقية ورئيسة بعثة الأمم المتحدة المتكاملة في تيمور الشرقية. انضمت حق للأمم المتحدة عام 1976.
في عام 2015 ، تم تعيين حق كعضو في مجلس إدارة  مركز الحوار الإنساني، وهي منظمة دبلوماسية خاصة تتمثل مهمتها في المساعدة في التخفيف من العنف المسلح من خلال الحوار والوساطة.

## مناصب سابقة في الأمم المتحدة
1. الممثل الخاص للأمين العام لتيمور الشرقية ورئيسة بعثة الأمم المتحدة المتكاملة في تيمور الشرقية.2. نائبة الممثل الخاص للأمين العام وكذلك المنسق المقيم للأمم المتحدة ومنسق الشؤون الإنسانية في السودان.3. نائبة الممثل الخاص للأمين العام والمنسق المقيم للأمم المتحدة ومنسق الشؤون الإنسانية لأفغانستان.4. نائبة المدير المساعد ونائبة المدير، مكتب منع الأزمات والتعافي منها، في مقر برنامج الأمم المتحدة الإنمائي في نيويورك.
خدمت حق 37 عامًا في الأمم المتحدة (19 عامًا في الميدان و18 في المقر الرئيسي) وتعتبرها الولايات المتحدة مفاوضة ماهرة ومحنكة بالإضافة إلى بناء توافق في الآراء.

## تعليم
أكملت حق بكالوريوس الآداب من وسترن كوليدج في أكسفورد، أوهايو، ثم قامت بدراسات المجتمع والتخطيط وإدارة الأعمال من وسترن كوليدج للنساء وجامعة كولومبيا وجامعة نيويورك. 

## الحياة الشخصية
لديها طفلان، ابنتها نادينا، عملت ابنتها نادينا مع الدكتور يونس الحائز على جائزة نوبل للسلام لعام 2006 في مبادرات الأعمال الاجتماعية.

## روابط خارجية
- http://www.reliefweb.int/rw/rwb.nsf/db900SID/EGUA-7YCRCG؟ OpenDocument
- http://www.un.org/News/Press/docs/2009/sga1206.doc.htm